# Bont pertje
Het Bont pertje was een boerderij in Rosmalen. De naam van het gebouw betekende gekleurd paardje. Het huis heeft gestaan op de noordoost hoek van de Schoolstraat met de Dorpsstraat in het centrum.
De boerderij werd in 1651 gebouwd en kreeg toen de functie van een herberg. Voordat het Bont pertje gebouwd werd, stonden hier houten huizen. Deze waren zo vervallen, dat er in 1651 een stenen huis werd gebouwd. Het gebouw stond toen net buiten de woonkern van Rosmalen.
In de jaren 1960 is het gebouw gesloopt. Men kwam hiervoor destijds in opstand, omdat het het oudste stenen woonhuis was van Rosmalen. Op de plaats waar destijds het Bont pertje heeft gestaan, staat tegenwoordig een modewinkel.